# Гайзлі
Гайзлі (англ. Guiseley) — містечко в Англії, у графстві Західному Йоркширі, регіон Йоркшир і Гамбер, Англія.

## Географія
Гайзлі розташоване на південь від міст Отлі та Менстон, за 9,4 км від міста Бредфорд, і є північно-західним передмістям Лідсу. За даними 2011 року, у Гайзлі проживає 22 347 тисяч осіб. Головною вулицею міста є траса, яка проходить по його центру — A65.
У Гайзлі функціонує залізнична станція. Місто відоме тим, що в одній з його церков у 1812 році одружилися Патрік Бронте та Марія Бренуелл, батьки знаменитих англійських письменниць XIX століття — сестер Бронте.

## Клімат
| Клімат Ґайзлі         | Клімат Ґайзлі | Клімат Ґайзлі | Клімат Ґайзлі | Клімат Ґайзлі | Клімат Ґайзлі | Клімат Ґайзлі | Клімат Ґайзлі | Клімат Ґайзлі | Клімат Ґайзлі | Клімат Ґайзлі | Клімат Ґайзлі | Клімат Ґайзлі | Клімат Ґайзлі |
| Показник              | Січ.          | Лют.          | Бер.          | Квіт.         | Трав.         | Черв.         | Лип.          | Серп.         | Вер.          | Жовт.         | Лист.         | Груд.         |               |
| Середній максимум, °C | 5,5           | 5,6           | 8,1           | 10,7          | 14,3          | 16,9          | 19,1          | 18,7          | 15,9          | 12,1          | 8,3           | 5,8           |               |
| Середній мінімум, °C  | 0,5           | 0,3           | 1,7           | 3,2           | 5,9           | 8,8           | 11,1          | 10,9          | 8,9           | 6,1           | 3,2           | 0,9           |               |
| Норма опадів, мм      | 109.8         | 77.2          | 81.5          | 72.9          | 65.2          | 77.1          | 63.0          | 81.1          | 77.1          | 99.8          | 105.2         | 114.3         |               |
| Днів з опадами        | 15,4          | 12,3          | 13,4          | 11,2          | 11,2          | 11,1          | 10,3          | 11,8          | 11,2          | 14,4          | 15,3          | 14,8          |               |
| --------------------- | ------------- | ------------- | ------------- | ------------- | ------------- | ------------- | ------------- | ------------- | ------------- | ------------- | ------------- | ------------- | ------------- |
| Джерело:              |               |               |               |               |               |               |               |               |               |               |               |               |               |

## Світлини

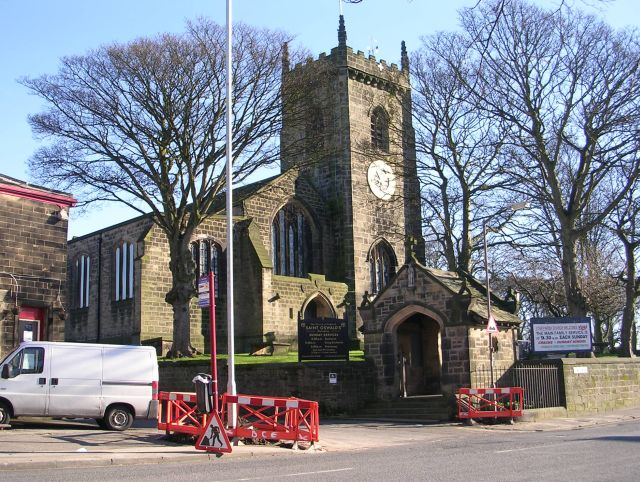
Церква Святого Освальда
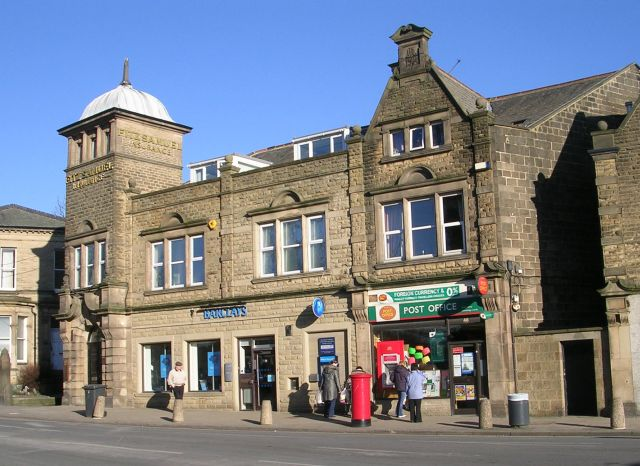
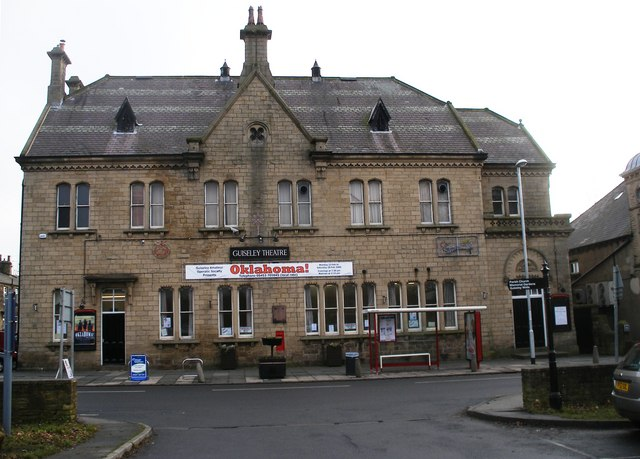
Театр
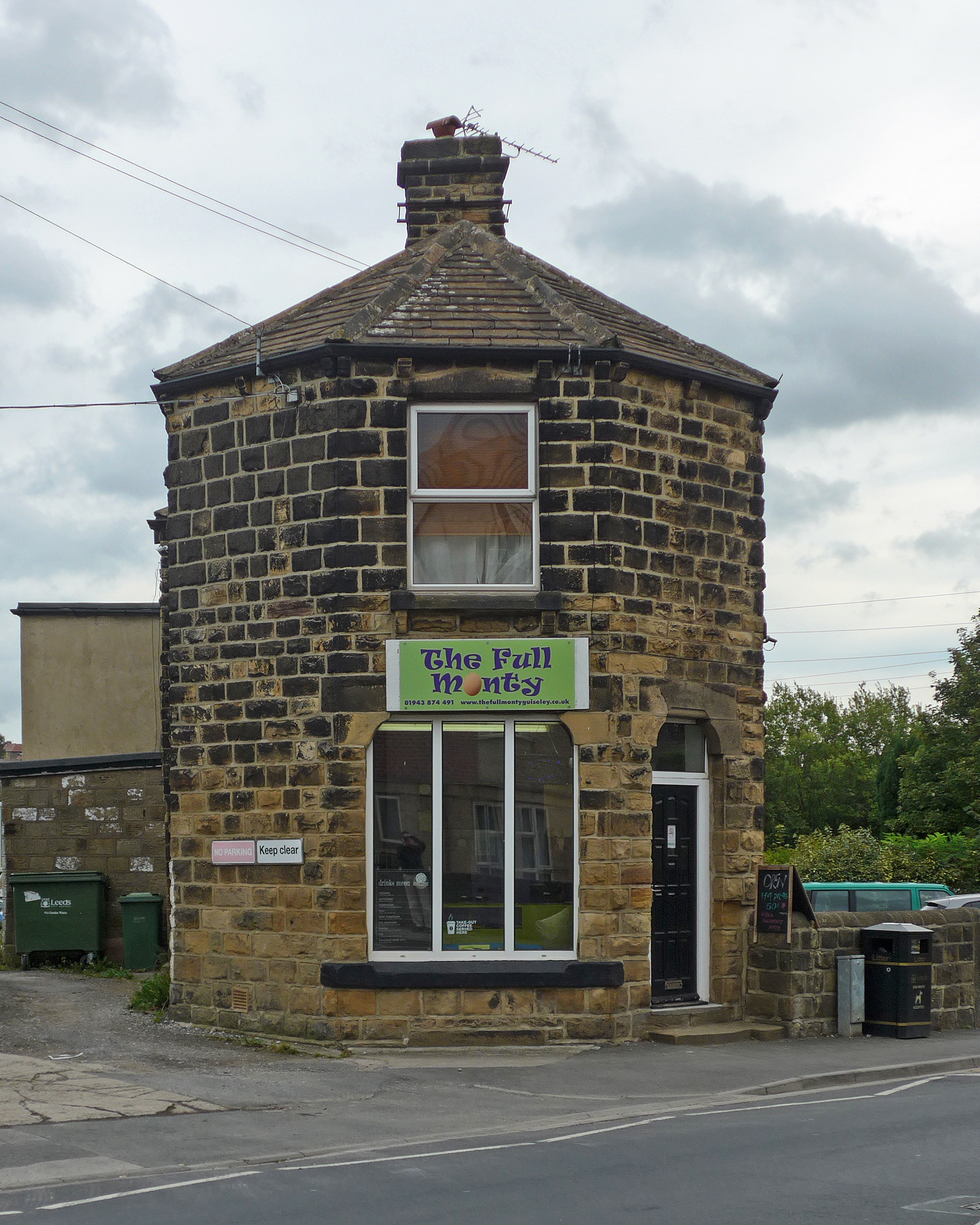
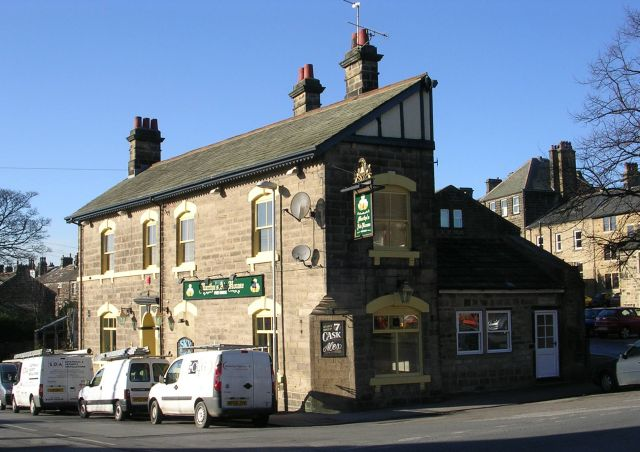
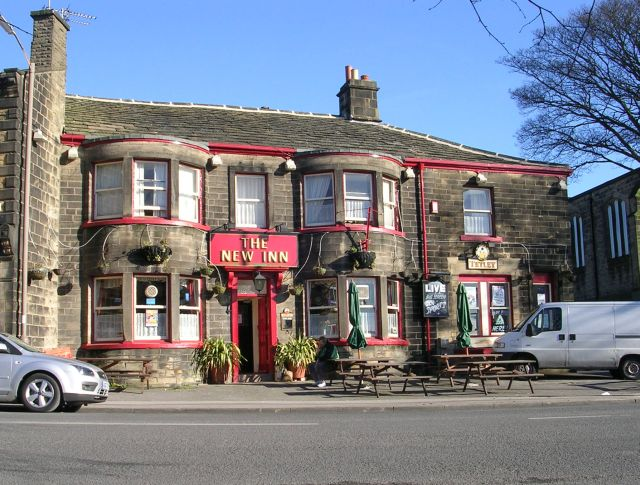